# Cisticola natalensis
Cisticola natalensis là một loài chim trong họ Cisticolidae.